# رونالد اور
رونالد اور (انگلیسی: Ronald Orr; ۶ اوت ۱۸۷۶ – ۲۱ مارس ۱۹۲۴) بازیکن فوتبال اهل پادشاهی متحد بریتانیای کبیر و ایرلند بود.
از باشگاه‌هایی که در آن بازی کرده‌است می‌توان به باشگاه فوتبال سنت میرن، باشگاه فوتبال لیورپول، باشگاه فوتبال نیوکاسل یونایتد، باشگاه فوتبال ساوت شیلدز، و تیم ملی فوتبال اسکاتلند اشاره کرد.